# 蘇雷格特斯灣

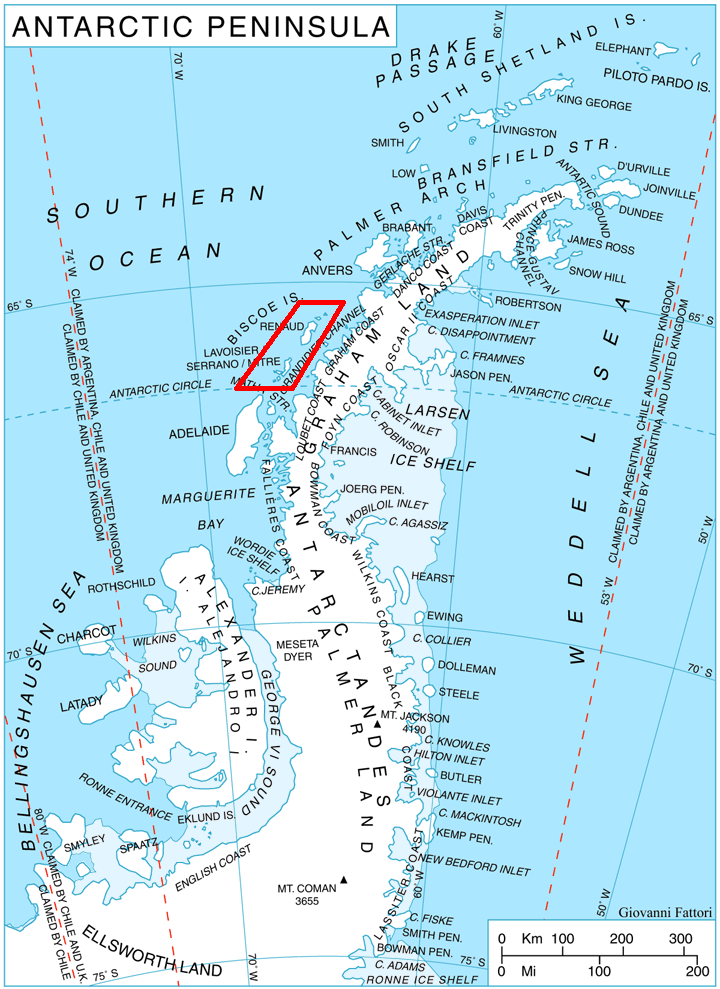

蘇雷格特斯灣（英語：Suregetes Cove），是南極洲的海灣，長1.9公里、寬2.47公里，處於比斯科群島的克羅格島北岸，入口處在庫維卡爾角以東和薩格拉德角以西，現時由南極條約體系管理。